# (100487) 1996 VO2
(100487) 1996 VO2 es un asteroide perteneciente al cinturón de asteroides, descubierto el 10 de noviembre de 1996 por Dennis di Cicco desde el Sudbury Observatory, Massachusetts, Estados Unidos.

## Designación y nombre
Designado provisionalmente como 1996 VO2.

## Características orbitales
1996 VO2 está situado a una distancia media del Sol de 2,257 ua, pudiendo alejarse hasta 2,602 ua y acercarse hasta 1,912 ua. Su excentricidad es 0,152 y la inclinación orbital 4,226 grados. Emplea 1238 días en completar una órbita alrededor del Sol.

## Características físicas
La magnitud absoluta de 1996 VO2 es 16,4.